# Janusz Pajewski
Janusz Pajewski (ur. 5 maja 1907 w Warszawie, zm. 10 grudnia 2003 w Poznaniu) – polski historyk, nauczyciel akademicki, profesor nauk humanistycznych, wykładowca Uniwersytetu im. Adama Mickiewicza w Poznaniu (1948–2002).

## Życiorys
Pochodził z rodziny przywiązanej do tradycji powstańczych (głównie powstania styczniowego). W powstaniach brali udział przodkowie z obu stron, a jeden z dalszych przodków Walenty Pajewski uczestniczył w bitwie pod Wiedniem i według tradycji rodzinnej był znany osobiście królowi Janowi III. Pierwsze nauki Janusz Pajewski pobierał na tzw. kompletach, a potem w Gimnazjum Ziemi Mazowieckiej. Uczęszczał do liceum w Warszawie, tam też podjął studia historyczne na Uniwersytecie Warszawskim. W trakcie studiów przez dwa lata przewodniczył Kołu Naukowemu Historyków. W 1926 zapisał się na seminarium Oskara Haleckiego. W 1929 uzyskał stopień doktorski na podstawie pracy Stosunki polsko-węgierskie. Niebezpieczeństwo tureckie 1516–1526.  Habilitował się w 1933 na podstawie rozprawy Węgierska polityka polska w XVI wieku. Do 1936 skupiał się na historii XVI w., następnie przerzucił swoje zainteresowania naukowe na historię najnowszą, specjalizując się w pisaniu biogramów, charakterystyk postaci i zagadnień dyplomacji. W 1937 rozpoczął wygłaszanie wykładów z historii politycznej Polski XIX i XX w. w Wyższej Szkole Dziennikarskiej w Warszawie, a w 1938 z historii Europy współczesnej w Szkole Nauk Politycznych.
W czasie drugiej wojny światowej był zaangażowany w tajne nauczanie, pisał też drugoobiegowe dwa tomy syntezy historii Polski (1794–1864 i 1864–1918) oraz biografię Zygmunta Augusta. Pod koniec 1940 trafił do Biura Informacyjno-Politycznego Związku Walki Zbrojnej (od 1942 Armii Krajowej), pisząc do wydawanych przez ten organ biuletynów pod pseudonimami inżynier Mroczkiewicz i doktor Wróblewski. Następnie stanął na czele referatu środkowoeuropejskiego w Sekcji Spraw Zagranicznych przy Delegaturze Rządu na Kraj. W powstaniu warszawskim stracił dobytek, zginęli również jego rodzice. Przeprowadził się wówczas do podwarszawskiego Milanówka. Po wojnie na krótko powrócił do pracy dydaktycznej, wykładając na UW, w Szkole Głównej Handlowej i w Szkole Nauk Politycznych. Od października 1945 równolegle pełnił funkcję wicedyrektora Biura do spraw Repatriacji w Ministerstwie Spraw Zagranicznych.
W grudniu 1946 zamieszkał w Poznaniu, by z inicjatywy Zygmunta Wojciechowskiego oraz przy poparciu Kazimierza Tymienieckiego i Adama Skałkowskiego podjąć pracę naukową. W styczniu 1947 rozpoczął wykłady z historii stosunków międzynarodowych XIX i XX wieku na Wydziale Prawno-Ekonomicznym Uniwersytetu Poznańskiego. W tym samym roku objął kierownictwo Studium Niemcoznawczego w Instytucie Zachodnim, a w 1948 Katedrę Historii Powszechnej Nowożytnej na Uniwersytecie Poznańskim. W pierwszej połowie lat pięćdziesiątych jego prace z historii Niemiec uznawano za niewłaściwe z punktu widzenia władz i rozważano usunięcie go z pracy w Instytucie Zachodnim – ostatecznie do kroku tego nie doszło, jednak działalność dziejopisarska Pajewskiego w tym okresie była ograniczona. Od końca lat pięćdziesiątych wznowił publikował przede wszystkim na temat imperializmu niemieckiego oraz historii Polski w XIX i w XX wieku. Napisał też syntezę historii powszechnej XIX w. (dla lat 1871–1918), stanowiącą podręcznik akademicki.
W 1951 został profesorem nadzwyczajnym nauk humanistycznych, a w 1958 profesorem zwyczajnym. W 1951 został prodziekanem, a w 1955 dziekanem Wydziału Filozoficzno-Historycznego. W 1955 jako dziekan był inicjatorem nadania poznańskiemu uniwersytetowi imienia Adama Mickiewicza. Współtwórca idei powstania Instytutu Historii Uniwersytetu im. Adama Mickiewicza w którym prowadził Zakład Historii Powszechnej Nowożytnej i Najnowszej. Od 1973 do 1976 wiceprzewodniczący Association Européenne d’Histoire Contemporaine. Działalność naukową prowadził również po formalnym przejściu w stan spoczynku, za co uhonorowano go w 1997 medalem Palmae Universitatis Studiorum Posnaniensis (pierwszy laureat). Do 2002 pracował zawodowo na Uniwersytecie im. Adama Mickiewicza.
W 1978, po sporach z cenzurą (dzięki m.in. interwencji na szczytach Jaremy Maciszewskiego), wydał przełomową w polskiej historiografii publikację Odbudowa państwa polskiego 1914–1918. W opozycji do oficjalnie propagowanej wersji historii, nie stawiała ona rewolucji październikowej jako głównego czynnika umożliwiającego odzyskanie przez Polskę niepodległości. Publikację nagrodził tygodnik „Polityka”. Później opublikował fundamentalną Pierwszą wojnę światową oraz Budowę Drugiej Rzeczypospolitej.
Od 1977 doktor honoris causa Uniwersytetu im. Adama Mickiewicza oraz Université des Sciences Humaines w Strasburgu.
Wypromował pięćdziesięciu trzech doktorów.

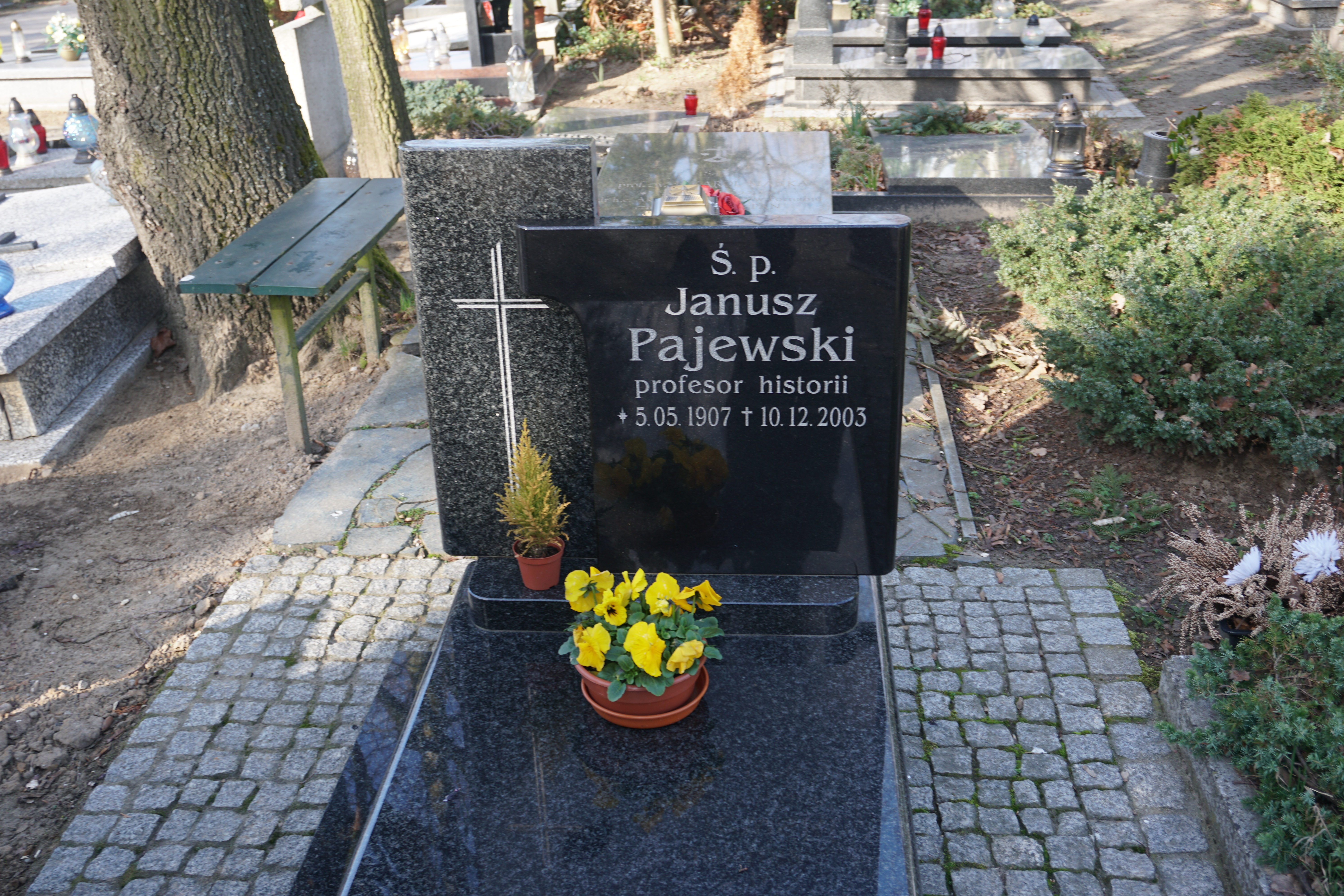
Grób Janusza Pajewskiego na cmentarzu św. Jana Vianneya w Poznaniu

## Życie prywatne
Ojciec, Zdzisław, był ekonomistą, dyrektorem Fabryki Obić Papierowych i Papierów Kolorowych „J. Franaszek S.A.” w Warszawie, matka Stefania z Reklewskich zajmowała się domem.
W 1937 Janusz Pajewski poślubił Kazimierę z domu Nehring, poznaną w trakcie studiów, która w marcu 1938 urodziła córkę Krystynę. Do rodziny należy również profesor UAM Aleksandra Kosicka-Pajewska, historyk, filolog.
Zmarł w domu na Podolanach. Pochowany na cmentarzu św. Jana Vianneya w Poznaniu (kwatera św. Barbary-31-38).

## Odznaczenia
- Krzyż Oficerski Orderu Odrodzenia Polski (1964)[8]
- Krzyż Komandorski Orderu Odrodzenia Polski[9]
- Krzyż Komandorski z Gwiazdą Orderu Odrodzenia Polski (1985)[9][10]
- Złoty Krzyż Zasługi (1955)[11]
- Krzyż Komandorski papieskiego Orderu Świętego Sylwestra (1992)[12]
- Medal Komisji Edukacji Narodowej[10]
- Odznaka 1000-lecia Państwa Polskiego (1964)[10][13]
- Odznaka Honorowa Miasta Poznania (1967)[13]
- Palmae Universitatis Studiorum Posnaniensis (1997)[14]

## Uczniowie
Do uczniów Janusza Pajewskiego należą m.in.: Antoni Wójcicki, Zygmunt Boras, Antoni Czubiński, Kazimierz Dopierała, Bogusław Drewniak, Janusz Faryś, Edward Jokiel, Jerzy Krasuski, Waldemar Łazuga, Aleksandra Kosicka-Pajewska, Witold Mazurczak, Krzysztof Marchlewicz, Stanisław Nawrocki, Danuta Płygawko, Tomasz Schramm, Maciej Serwański, Zdzisław Wroniak, Marian Wilk, Andrzej Zarzycki.

## Obszary badawcze
- stosunki polsko-węgierskio-tureckie w XVI wieku
- niemcoznawstwo
- II Rzeczpospolita
- I wojna światowa

## Publikacje

### Bibliografie prac
- Danuta Plygawko, Bibliografia prac profesora Janusza Pajewskiego, w: W. Łazuga, Profesor. Rzecz o Januszu Pajewskim, Poznań 1997, s. 87–101.
- Danuta Plygawko, Bibliografia prac profesora doktora Janusza Pajewskiego, [w:] Polska. Niemcy Europa. Studia z dziejów myśli politycznej i stosunków międzynarodowych, pod red. A. Czubińskiego, Poznań 1977, s. 17–28.
- Danuta Plygawko, Prace doktorskie przygotowane pod kierownictwem naukowym profesora doktora Janusza Pajewskiego, [w:] Polska. Niemcy Europa. Studia z dziejów myśli politycznej i stosunków międzynarodowych, pod red. A. Czubińskiego, Poznań 1977, s. 30–33.
- Danuta Plygawko, Bibliografia prac profesora doktora Janusza Pajewskiego, [w:] Polacy i Niemcy. Dziesięć wieków sąsiedztwa. Studia ofiarowane profesorowi Januszowi Pajewskiemu w osiemdziesiątą rocznicę urodzin, pod red. Antoniego Czubińskiego, Warszawa 1987, s. 18–29.
- Danuta Plygawko, Prace doktorskie przygotowane pod kierownictwem naukowym profesora doktora Janusza Pajewskiego, [w:] Polacy i Niemcy. Dziesięć wieków sąsiedztwa. Studia ofiarowane profesorowi Januszowi Pajewskiemu w osiemdziesiątą rocznicę urodzin, pod red. Antoniego Czubińskiego, Warszawa 1987, s. 30–33.
- Danuta Plygawko, Bibliografia prac profesora Pajewskiego, [w:] Waldemar Łazuga, Profesor. Rzecz o Januszu Pajewskim, Poznań 1997, s. 87–101.
- Danuta Plygawko, Prace doktorskie przygotowane pod kierownictwem naukowym profesora doktora Janusza Pajewskiego, [w:] Waldemar Łazuga, Profesor. Rzecz o Januszu Pajewskim, Poznań 1997, s. 83–85.
- K. Jankowiak, E. Łyczkowski, Bibliografia prac Janusza Pajewskiego, „Zeszyty Naukowe UAM. Historia” (1988), z. 8, s. 9–15.

## Książki
- Węgierska polityka Polski w połowie XVI wieku (1540–1571), Kraków: Polska Akademja Umiejetności 1932.
- Turcja wobec elekcji Walezego, Kraków: nakł. aut. 1933.
- Projekt przymierza polsko-tureckiego za Zygmunta Augusta, Warszawa 1935 (Odbitka: z Księgi ku czci Oskara Haleckiego wydanej w XXV-lecie jego pracy naukowej).
- Legacja Piotra Zborowskiego do Turcji w 1568 r. Materjały do historji stosunków polsko-tureckich za panowania Zygmunta Augusta, Lwów: Polskie Tow. Orjentalistyczne 1936.
- Niemcy w czasach nowożytnych (1517 – 1939). 1947
- Niemcy na przełomie XIX i XX wieku, Warszawa: Spółdzielnia Wydawniczo-Oświatowa „Czytelnik” 1948.
- Berlin-Bagdad. Z dziejów polityki niemieckiej na Bliskim Wschodzie w czasach wilhelmińskich, Poznań: Druk. Uniw. Pozn 1949.
- Konflikt junkrów z burżuazją w początkach ery imperializmu, Poznań 1952.
- Powstanie kierunku rewizjonistycznego w socjalizmie niemieckim w świetle niektórych liczb, Poznań 1952.
- Z dziejów niemieckiej myśli politycznej, Poznań 1948.
- „Mitteleuropa”. Studia z dziejów imperializmu niemieckiego w dobie pierwszej wojny światowej, Poznań: Instytut Zachodni 1959.
- Problem polsko-niemiecki w traktacie wersalskim, pod red. J. Pajewskiego przy współudz. J. Krasuskiego, G. Labudy, K. Piwarskiego, Poznań: Instytut Zachodni 1963.
- Buńczuk i koncerz. Z dziejów wojen polsko-tureckich, Warszawa: „Wiedza Powszechna” 1960.
- Z badań nad pracami historycznymi Joachima Lelewela: referaty i głosy dyskusyjne z sesji naukowej UAM zorganizowanej ku uczczeniu setnej rocznicy śmierci, red. Janusz Pajewski, Poznań: Uniwersytet im. Adama Mickiewicza, 1962.
- Historia powszechna 1871–1918, Warszawa: PWN 1967 (I wydanie, pozycja wielokrotnie wznawiana)
- Wokół sprawy polskiej. Paryż-Lozanna-Londyn, Poznań: Wydawnictwo Poznańskie 1970.
- Nauka i oświata w kształceniu świadomości patriotycznej Polaków, Poznań: Uniwersytet im. Adama Mickiewicza 1974.
- Odbudowa państwa polskiego 1914–1918, Warszawa: Państ. Wyd. Naukowe 1978.
- Albert Sorel, Kwestia wschodnia w XVIII wieku. Pierwszy podział Polski i traktat kainardżyński, oprac. i wstępem poprzedził Janusz Pajewski, przekładu z fr. dokonali słuchacze Uniwersytetu Lwowskiego pod kier. Szymona Askenazego, Warszawa: Państ. Instytut Wydawniczy 1981
- Développement de la conscience nationale en Europe Centrale du XVIe au XXe siècle: actes du Colloque polono-francais, Poznań, les 6–7 avril 1981, réd. des actes Janusz Pajewski et Maciej Serwański, Poznań: Wyd. Naukowe UAM 1982.
- Stanisław Dzierzbicki, Pamiętniki z lat wojny 1915–1918, słowem wstępnym poprzedził Janusz Pajewski, przypisy oprac. Danuta Płygawko, tekst przygot. do dr. z rękopisu Tomasz Jodełka-Burzecki, Warszawa: Państ. Instytut Wydawniczy 1983
- Gabinety Drugiej Rzeczypospolitej, pod red. Janusza Farysia i Janusza Pajewskiego, Szczecin – Poznań: „Likon” 1991.
- Pierwsza wojna światowa 1914–1918, Warszawa: Państ. Wyd. Naukowe 1991.
- (współautor: Waldemar Łazuga) Gabriel Narutowicz: pierwszy prezydent Rzeczypospolitej, Warszawa: „Książka i Wiedza” 1993.
- Budowa Drugiej Rzeczypospolitej: 1918–1926, Kraków: PAU 1995, ISBN 83-902528-9-9
- Ministrowie spraw zagranicznych II Rzeczypospolitej, Szczecin 1992.
- Maria Lubomirska, Pamiętnik księżnej Marii Zdzisławowej Lubomirskiej 1914–1918, do druku przygot. Janusz Pajewski, objaśnienia oprac. Aleksandra Kosicka-Pajewska, Poznań: Wyd. Poznańskie 1997.
- Sens dziejów Polski, Poznań: Wyd. Naukowe UAM 1996, ISBN 83-232-0824-7
- Rozprawy i studia z dziejów powszechnych i Polski, Poznań: IH. UAM 1997, ISBN 83-86650-06-0
- Kajetan Morawski, Wspólna droga z Rogerem Raczyńskim. Wspomnienia, wstęp Janusz Pajewski, przedm. Marcin Libicki, przygot. do dr. i objaśnienia Przemysław Matusik, Poznań: Wyd. Poznańskie 1998.
- (współautor: Aleksandra Kosicka-Pajewska), Polska – Rosja, posł. opatrzył Tomasz Schramm, Poznań: Poznańskie Towarzystwo Przyjaciół Nauk 2005.
- Przeszłość z bliska. Wspomnienia, Warszawa 1983, ISBN 83-06-00946-0
- Poza wczoraj. Wspomnienia, Poznań: „Book Service” 1992, ISBN 978-8385539001

## Publikacje o prof. Januszu Pajewskim
- Waldemar Łazuga, Profesor. Rzecz o Januszu Pajewskim, Poznań 1997.
- Waldemar Łazuga, Janusz Pajewski 5 V 1907 – 10 XII 2003, „Przegląd Zachodni”, nr 4 (313) 2004, s. 259–262.
- Dariusz Matelski, Jubileusz Profesora Janusza Pajewskiego, „Studia Historyczne”, 1997, nr 4, s. 625–627.
- Dariusz Matelski, Palmae Universitatis Studiorum Posnaniensis. Jubileusz Profesora Janusza Pajewskiego, „Poznański Rocznik Archiwalno-Historyczny” 5 (1998), s. 221–224.
- Dariusz Matelski, Jubileusz Profesora Janusza Pajewskiego, 6 maja 2002, „Studia Historyczne” 40 (2002), z. 3/4 (178–179), s. 345–348.
- Dariusz Matelski, Janusz Pajewski (1907–2003), „Studia z Dziejów Rosji i Europy Środkowo-Wschodniej” 40 (2005), s. 351-353.
- Krzysztof Marchlewicz, Jubileusz 90-lecia urodzin Profesora Janusza Pajewskiego. Poznań, 5 maja 1997 r., „Dzieje Najnowsze” 29 (1997), nr 3, s. 261–262.
- Marian Leczyk, Profesor Janusz Pajewski – nestor polskich historyków, „Dzieje Najnowsze” 29 (1997), nr 4, s. 207–210.
- Tomasz Schramm, Profesor Janusz Pajewski, „Mazowieckie Studia Humanistyczne” 8 (2002), nr 2, s. 9–13.
- Tomasz Schramm, Profesor Janusz Pajewski (1907–2003), „Studia Historica Slavo-Germanica” 25 (2003), s. 313–316.
- „Mazowieckie Studia Humanistyczne” 8 (2002), nr 2: Artykuły i studia ofiarowane Profesorowi Januszowi Pajewskiemu w dziewięćdziesiątą piątą rocznicę urodzin, pod red. nauk. Tomasza Schramma.
- Janusz Faryś, Prof. dr hab. Janusz Pajewski (1907–2003), „Dzieje Najnowsze” 36 (2004), nr 3, s. 273–276.
- Henryk Olszewski, Janusz Pajewski (1907–2003), „Kwartalnik Historyczny” 111 (2004), nr 4, s. 175–178.
- Piotr Wandycz, Janusz Pajewski (1907–2003). In memoriam, „Zeszyty Historyczne” (2004), z. 147, s. 216–219.
- Danuta Płygawko, Janusz Pajewski. Uczony – mistrz – przyjaciel (1907–2003), „Poznański Rocznik Archiwalno – Historyczny” 10/11 (2003/2004), s. 410–415.
- Roman Wapiński, Janusz Pajewski (5 V 1907 – 10 XII 2003), „Rocznik PAU” (2003/2004), s. 237–239.
- Krzysztof Marchlewicz, Janusz Pajewski – człowiek i uczony. W setną rocznicę urodzin, „Przegląd Zachodni” 63 (2007), nr 3, s. 289–292.
- Janusz Pajewski [1907–2003] – człowiek i uczony. Materiały z sesji naukowej w stulecie urodzin profesora Janusza Pajewskiego 7–8 maja 2007 r., red. Aleksandra Kosicka-Pajewska, Tomasz Schramm, Poznań 2007. Treść: Słowo wstępne s. 7–8; Pajewski Janusz, Curriculum vitae, s. 9–11; Aleksandra Kosicka-Pajewska, Czym był Uniwersytet dla Janusza Pajewskiego?, s. 13–23; Maciej Serwański, Profesor Janusz Pajewski jako badacz dziejów nowożytnych, s. 25–39; Wojciech Wrzesiński, II Rzeczpospolita w twórczości historycznej Janusza Pajewskiego, s. 41–58; Piotr Wandycz, Profesor Janusz Pajewski jako historyk dyplomacji, s. 59–66; Przemysław Hauser, Janusz Pajewski jako badacz dziejów Niemiec, s. 67–92; Tomasz Schramm, „Historia powszechna 1871–1918” jako podręcznik akademicki, s. 93–107; Andrzej Leśniewski, Działalność konspiracyjna Janusza Pajewskiego w czasie okupacji, s. 109–126; Aleksandra Kosicka-Pajewska, Janusz Pajewski w czasie drugiej wojny światowej, s. 127–143; Zbigniew Mazur, Profesor Janusz Pajewski w Instytucie Zachodnim, s. 145–176; Krzysztof Jankowiak, Janusza Pajewskiego żywot książkami naznaczony, s. 177–207; Czesław Bartnik, O duchowości Profesora Janusza Pajewskiego, s. 209v213; Janusz Faryś, Nauczyciel i Mistrz, s. 215–220; Roman Wapiński, Profesor Pajewski w mojej pamięci, s. 221–224; Listy nadesłane do organizatorów sesji, s. 226–229.
- Michał Kozłowski, Oskar Halecki i jego uczniowie. Wzajemne relacje po latach, [w:] Oskar Halecki i jego wizja Europy, red. Małgorzata Dąbrowska, t. 3, Warszawa–Łódź: IPN 2014, s. 24–77 .